# Markus Barnay
Markus Barnay (* 1957 in Bregenz) ist ein österreichischer Journalist.

## Leben
Markus Barnay studierte in Wien und Berlin Politikwissenschaft. Er arbeitete von 1990 bis 2022 als Redakteur im Aktuellen Dienst beim ORF Vorarlberg und hat zahlreiche TV-Dokumentationen zur Geschichte Vorarlbergs gestaltet.
Barnay ist Ausstellungskurator, Moderator, Publizist und Buchautor.

## Publikationen
- Pro Vorarlberg. Eine regionalistische Initiative. Johann-August-Malin-Gesellschaft, Verlag Fink, Bregenz 1983, ISBN 978-3-900438-03-6.
- mit Karlheinz Grieger, Ursi Kollert: Zum Beispiel Radio Dreyeckland. Wie freies Radio gemacht wird. Geschichte, Praxis, politischer Kampf. Dreisam-Verlag, Freiburg im Breisgau 1987, ISBN 978-3-89125-237-6.
- Die Erfindung des Vorarlbergers. Ethnizitätsbildung und Landesbewusstsein im 19. und 20. Jahrhundert. Hochschulschrift Diss. Freie Universität Berlin, Vorarlberger Autoren-Gesellschaft, Bregenz 1988, ISBN 978-3-900754-01-3.
- Die Lawine. Mitarbeit von Manfred Lorenz und Arndt Schafter, Ausstellungskatalog Galtür 2004/2005, Herausgegeben vom Alpinarium Galtür, Studienverlag, Innsbruck 2004, ISBN 978-3-7065-4039-1.
- Vorarlberg. Vom Ersten Weltkrieg bis zur Gegenwart. Haymon-Taschenbuch, Innsbruck 2011, ISBN 978-3-85218-861-4.

Herausgeberschaft
- Kleider und Leute. Konferenzschrift, Vorarlberger Landesausstellung im Renaissance-Palast Hohenems vom 11. Mai bis 27. Oktober 1991, Amt der Vorarlberger Landesregierung Kulturabteilung, Bregenz 1991, 384 Seiten.
- "Zwischen himmelstürmenden Gipfeln". 100 Jahre Straßburger/Mannheimer Hütte und Oberzalimhütte. 1905 – 2005. Deutscher Alpenverein Sektion Mannheim, Verlag Waldkirch, Mannheim 2005, ISBN 978-3-927455-20-7.
- mit Thomas Gamon: Meine Lebensgeschichte. Delphina Burtscher. Mit Beiträgen von Franz Nachbaur und Thomas Gamon, Archiv, Nenzing 2007 2011, ISBN 978-3-900143-04-6.
- mit Andreas Rudigier: Vorarlberg. Ein Making-of in 50 Szenen. Objekte – Geschichte – Ausstellungspraxis. Aufsatzsammlung, Ausstellungskatalog, Vorarlberg Museum, Vorarlberger Kulturhäuser-Betriebsgesellschaft mbH, Bregenz 2022, ISBN 978-3-8376-6388-4.

Mitwirkung
- Hier. Gedächtnisorte in Vorarlberg 38 – 45. Bildband, Konferenzschrift, Ausstellung, Herausgegeben von Hanno Loewy und Peter Niedermair, Fotografien von Sarah Schlatter, Hörstationen, Ortsbeschreibungen und Interviews von Markus Barnay, Jüdisches Museum Hohenems und Bmukk Projekt erinnern.at, Bucher, Hohenems 2008, ISBN 978-3-902679-04-8.